# Vénus blessée par Diomède remonte à l'Olympe
Vénus blessée par Diomède remonte à l'Olympe est une huile sur toile de Jean-Auguste-Dominique Ingres, réalisée en 1805 (ou peut-être 1803). Elle est conservée au Kunstmuseum de Bâle.

## Description
Le tableau reproduit un passage célèbre du cinquième livre de l'Iliade : Vénus (Aphrodite), blessée par Diomède alors qu'elle tentait de sauver son fils, le héros troyen Énée, lui-même blessé par le chef achéen lors d'une des nombreuses batailles de la guerre de Troie, monte sur le char qui la ramènera à l'Olympe. La déesse est aidée par Iris, sous l'œil attentif de Mars (Arès), appuyé sur l'un des quatre chevaux blancs tirant le char.
L'œuvre représente également Énée, allongé au sol.